# Cristian Malmagro Viaña
Cristian Malmagro Viaña (Granollers, Katalonija, 11. ožujka 1983.) je španjolski rukometaš. Igra na poziciji srednjeg vanjskog. Španjolski je reprezentativac. Igra za FC København Håndbold. Još je igrao za Granollers i San Antonio. Do 2007. je igrao za Granollers, a onda ga je u svoje redove doveo San Antonio da bi rasteretio svog ondašnjeg jedinog desnog vanjskog igrača, slovenskog reprezentativca Renata Vugrinca.
Do EP-a 2008. je bio na širem popisu reprezentativaca. Sudjelovao je na europskom prvenstvu 2010. u Austriji, gdje je Španjolska zauzela 6. mjesto. Na Olimpijskim igrama 2008. je osvojio broncu, a bio je na popisu reprezentativaca za SP 2011. godine.  Odigrao je 50 utakmica za Španjolsku.

## Vanjske poveznice
- www.agkbh.dk  Arhivirana inačica izvorne stranice od 31. prosinca 2010. (Wayback Machine)
- EHF Liga prvaka